# لاري إل. بيركنز
لاري إل. بيركنز (بالإنجليزية: Larry L. Perkins)‏ هو سياسي أمريكي، ولد في 8 يناير 1937 في دي موين في الولايات المتحدة. حزبياً، نشط في الحزب الجمهوري. وقد انتخب عضو مجلس نواب ولاية ايوا.